# Шаса (Горж)
Шаса (рум. Șasa) — село у повіті Горж в Румунії. Входить до складу комуни Денешть.
Село розташоване на відстані 222 км на захід від Бухареста, 10 км на південний схід від Тиргу-Жіу, 80 км на північний захід від Крайови.

## Населення
За даними перепису населення 2002 року у селі проживали 378 осіб, усі — румуни. Усі жителі села рідною мовою назвали румунську.